# Жовтень 2011
Жо́втень 2011 — десятий місяць 2011 року, що розпочався в суботу 1 жовтня та закінчився в понеділок 31 жовтня.

## Події
- 1 жовтня
  - В Україні набрав чинності Закон про пенсійну реформу.[1]
  - Білорусь готова продати «Газпрому» свій пакет акцій «Білтрансгазу» за 2,5 мільярда доларів.[2]
- 3 жовтня
  - Нобелівську премію з фізіології та медицини отримали три вчені: Брюс Бетлер, Жуль Гоффман і Ральф Стейнман, однак останній помер за три дні до оголошення лауреатів.[3]
- 4 жовтня
  - 12 тисяч ув'язнених в тюрмах американського штату Каліфорнія оголосили голодування на знак протесту проти умов утримання.[4]
  - У Стокгольмі лауреатами Нобелівської премії з фізики стали американські вчені Сол Перлматтер, Адам Рісс і австралієць Браян П. Шмідт за відкриття зростання швидкості розширення Всесвіту.[5]
  - У столиці Сомалі Могадішо пролунав вибух біля комплексу урядових будівель. Загинули щонайменше 65 людей, півсотні дістали поранення.[6]

- 5 жовтня

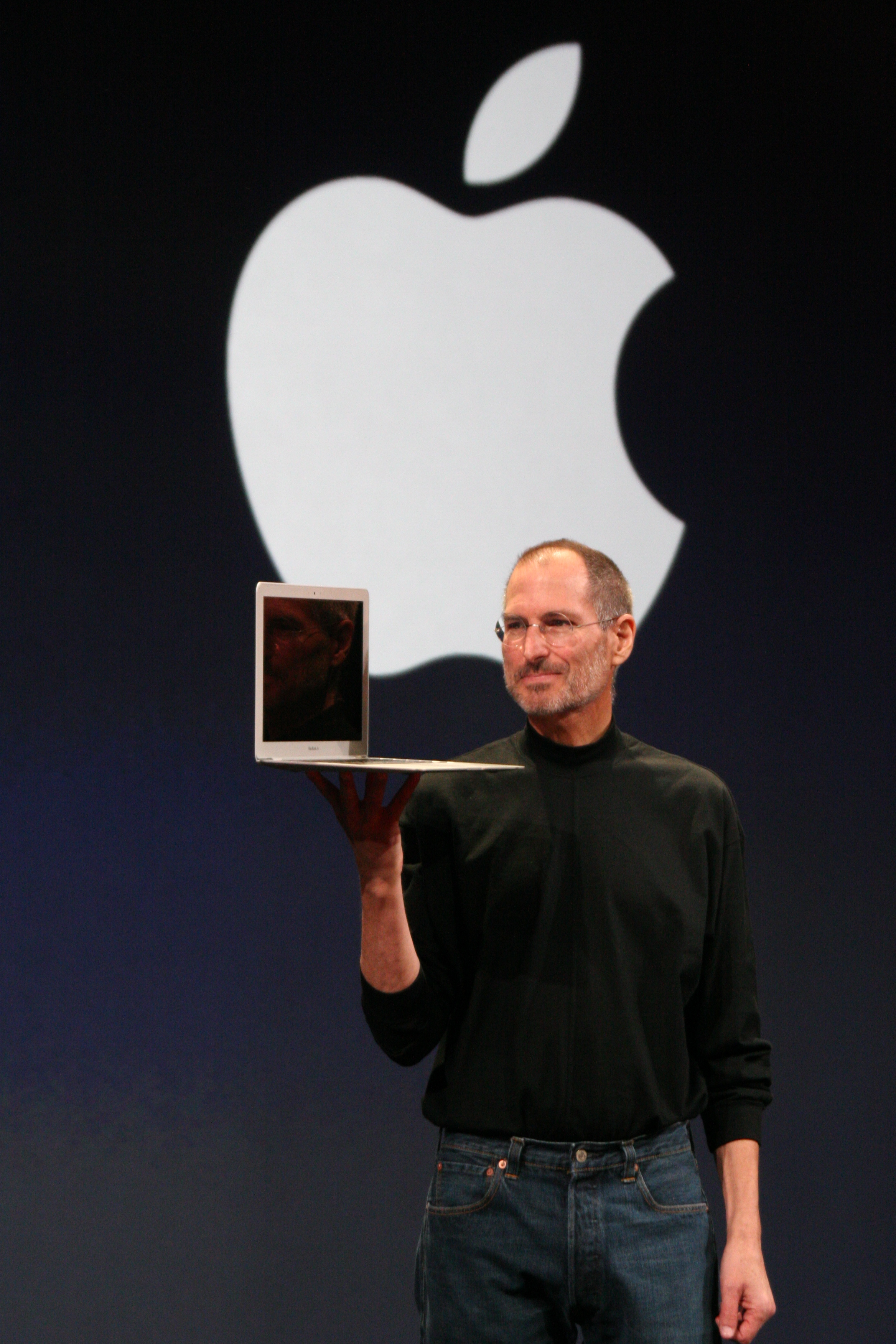
Стів Джобс

  - На 57 році життя помер Стів Джобс (на фото), засновник корпорації Apple.[7][8]
  - В районі міста Едфу на західному березі Нілу за 100 кілометрів на південь від Луксора затонув прогулянковий катер з туристами. Шістьох людей врятували, 10 вважаються зниклими безвісти.[9]
  - [10]
  - У Греції проходить 24-годинний загальний страйк, спрямований проти крутих антикризових заходів уряду. Загальне число працівників, що страйкують, становить десять тисяч чоловік.[11]
  - В місті Легіоново поблизу Варшави спалахнула масштабна пожежа на складі з дезодорантами. Вогнем охоплено більше 40 відсотків будівлі загальною площею 5 тисяч квадратних метрів.[12]
  - Нобелівську премію з хімії отримав ізраїльський вчений Даніель Шехтман за відкриття квазікристалів.[13]
- 6 жовтня
  - Нобелівську премію з літератури отримав шведський поет Томас Транстремер.[14][15]
  - Українська ракета Зеніт-3SLБ вивела на орбіту супутник Intelsat 18.[16]
- 7 жовтня
  - Засновника корпорації Apple Стіва Джобса поховали у США.[17].
  - Україна стала абсолютним лідером за кількістю фіналістів на Чемпіонаті світу з боксу 2011, що відбувається в Баку: одразу 5 представників України битимуться за золоту медаль і звання чемпіона світу[18].
  - У декількох районах Одеси і довколишніх населених пунктах з'явилося сильне задимлення і запаху гару через пожежу в Дунайському біосферному заповіднику, розташованому за 180 км від міста.[19]
  - На тихоокеанській території Токелау місцева влада скоротила рік — скасувала один день, 30 грудня.[20]
  - Лауреатами Нобелівської премії миру стали президент Ліберії Елен Джонсон-Сірліф, ліберійська активістка Лейма Гбові, а також правозахисниця з Ємену Таваккул Карман.[21]
- 8 жовтня
  - Збірна України з боксу на Чемпіонаті світу 2011 в Баку посіла перше місце у медальному заліку, завоювавши чотири золоті медалі й одну срібну.[22].
  - Відбулося урочисте відкриття реконструйованого «Олімпійський».[23]
  - Помер Денніс Рітчі, винахідник мови програмування Ci.[24][25]
  - На північ Таїланду обрушилася повінь, яка забрала 252 життя і залишив без притулку понад 2,5 млн людей. Понад 500 тис. громадян країни 28 найбільш постраждалих провінціях мають серйозні проблеми через брак продовольства і чистої питної води.[26].
  - Неназваний володар лотерейного білета з Великої Британії зірвав джекпот розміром в 101 мільйон фунт стерлінгів (157 мільйонів доларів).[27].
  - В Атланті (штат Джорджія) від кишкової інфекції лістеріоз загинула 21-ша людина. Ще 109 чоловік нині інфіковані[28].
- 9 жовтня
  - У Киргизії терорист захопив в заручники водія і пасажирів маршрутного таксі, який прямував з Оша в райцентр Кара-Суу. Терориста вдалося ліквідувати, ніхто з пасажирів маршрутки не постраждав.[29]
  - Кількість жертв тайфунів «Несат» та «Нальгае» на Філіппінах перевищила 100 людей. 27 людей вважаються зниклими безвісти. Десятки тисяч людей через повені залишилися без даху над головою. 67000 мешканців найбільшого філіппінського острова Люзон знаходяться в центрах евакуації.[30]
- 10 жовтня
  - Названі останні Нобелівські лауреати 2011 року: Томас Сарджент і Крістофер Сімс з економіки.[31]
  - Німецькі ліворадикали влаштували теракт на залізниці — спалили кабелі в одному з тунелів, в результаті чого залізничне сполучення між Берліном і Гамбургом виявилося паралізованим. Таким чином вони протестували проти війни в Афганістані.[32] Ще один теракт було попереджено біля Берлінського головного вокзалу.[33]
  - На острові Ієрро на Канарах прокинувся вулкан. Було оголошений другий, жовтий, рівень небезпеки. Зараз на Ієрро перекриті основні дороги, а також тунель, що сполучає два найбільші міста острова. Через активність вулкана і скупчення магми на глибині близько 15 км острів уже піднявся приблизно на 4 см.[34]
  - На північному сході Японії стався сильний землетрус магнітудою 5,6. Підземні поштовхи відчувалися і в японській столиці Токіо.[35]
  - У Каїрі введено комендантську годину у зв'язку із сутичками між поліцією і демонстрантами з християнської коптської общини країни. В результаті сутичок загинуло 23 людини.[36]

- 11 жовтня

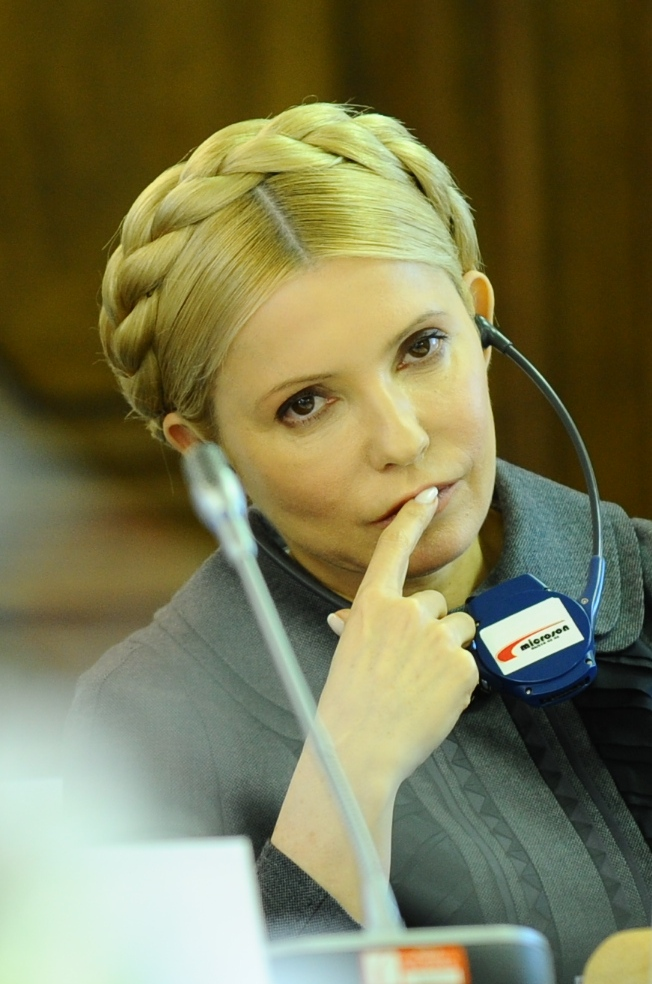
Юлія Тимошенко

  - Суд засудив Юлію Тимошенко до семи років ув'язнення із забороною три роки обіймати державні посади, а також зобов'язав відшкодувати НАК «Нафтогаз України» збитку в обсязі 1,516 млрд грн. [37]
  - Було звільнено італійський балкер «Монтекрісто» (Montecristo), захоплений сомалійськими піратами. Результатом операції стало звільнення екіпажу судна, що складається з десяти українців, семи італійців і шести індійців, був звільнений. Також було заарештовано 11 піратів.[38]
  - Група хакерів Anonymous атакувала сайт Нью-Йоркської фондової біржі (NYSE).[39]
  - З контейнеровоза Rena в море біля берегів Нової Зеландії вже витекло до 350 тонн нафти.[40]
- 12 жовтня
  - Ізраїль і палестинський рух ХАМАС домовилися про звільнення капрала Ґілада Шаліта, захопленого в полон ще у 2006 році в обмін на більше ніж тисячу палестинських ув'язнених. [41]
  - Газета The New York Times подала судовий позов до федерального уряду США. Об'єктом позову став Патріотичний акт (USA Patriot Act) — федеральний закон, про який уряд відмовилися оприлюднити інформацію про застосовується його на практиці. [42]
- 13 жовтня
  - Тропічний шторм вирує в Центральній Америці, щонайменше 18 людей загинули в Гватемалі, Нікарагуа і Сальвадорі через повені та зсуви ґрунту. [43]
  - Сирійські війська вторглися на територію сусіднього Лівану в районі міста Анджарі. Півтора десятка сирійських військовослужбовців зайняли позиції на пагорбі на 150 метрів вглиб Лівану. [44]
  - У Папуа Новій Гвінеї розбився пасажирський літак Dash 8 місцевої авіакомпанії Airlines PNG. На борту перебували 32 людини. Є загиблі. Літак виконував рейс з міста Лае в Маданга. [45]
  -  [46]
  - У місті Барбакоас в департаменті Наріньо, що в Колумбії, жінки припинили 112-денний секс-страйк, яким протестували проти бездіяльності влади в справі реконструкції автодороги. У страйку взяли участь 288 жінок. [47]
  - Китайська влада розкритикувала ArtReview за те, що він назвав художника Ай Вейвея найвпливовішою людиною у світі мистецтва[48]
- 18 жовтня
  - Верховна Рада скасувала власну постанову «Про зміну порядку обчислення часу на території України», повернувши таким чином перехід на зимовий час.[49]

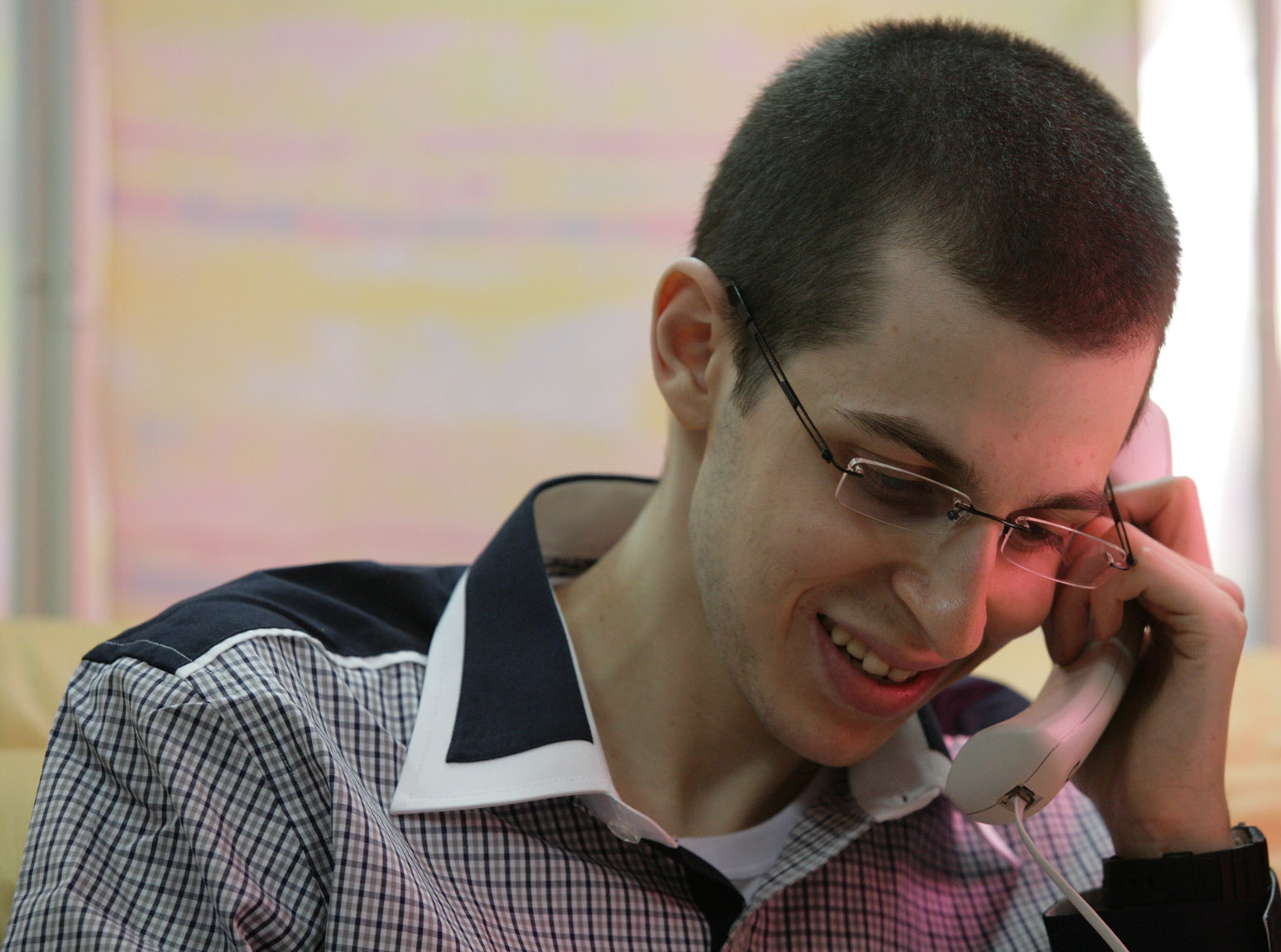
Ґілад Шаліт

- - Після п'ятьох років та чотирьох місяців перебування у полоні було визволено ізраїльського солдата Ґілада Шаліта в обмін на ув'язнених палестинців.[50]
- 19 жовтня
  - Агентство Fitch Ratings погіршило прогноз рейтингу України з «позитивного» до «стабільного».[51]
- 20 жовтня
  - Агенція Reuters з посиланням на представника Національної тимчасової ради повідомила, що лідер Лівії Муаммар Каддафі, захоплений у місті Сирт, помер від поранень, яких в нього було декілька — в обидві ноги та голову.[52][53]
  - Дніпропетровськ перестав бути містом-мільйонником. За даними Дніпропетровського облстату в місті на 1 вересня проживало 999 250 осіб. Таким чином, в Україні лишилося всього три міста-мільйонники[54][55].
  - Київ та Брюссель узгодили головні параметри торговельної частини угоди про асоціацію.[56]
  - Баскійське сепаратистське угрупування ЕТА каже, що проголосило «остаточне припинення» кампанії бомбових нападів і збройної боротьби.[57]
  - У Греції другий день загального страйку та масових протестів у той час, як парламент має проголосувати за запровадження нових заходів суворої економії.[58]
- 24 жовтня
  - Вебсайт Wikileaks припиняє публікувати в інтернеті секретні матеріали у зв'язку із браком коштів.[59]
  - У Туреччині, де напередодні стався потужний землетрус магнітудою 7,2, тривають повторні підземні поштовхи. За останніми даними, жертвами землетрусу стали 264 людини.[60]

- 27 жовтня

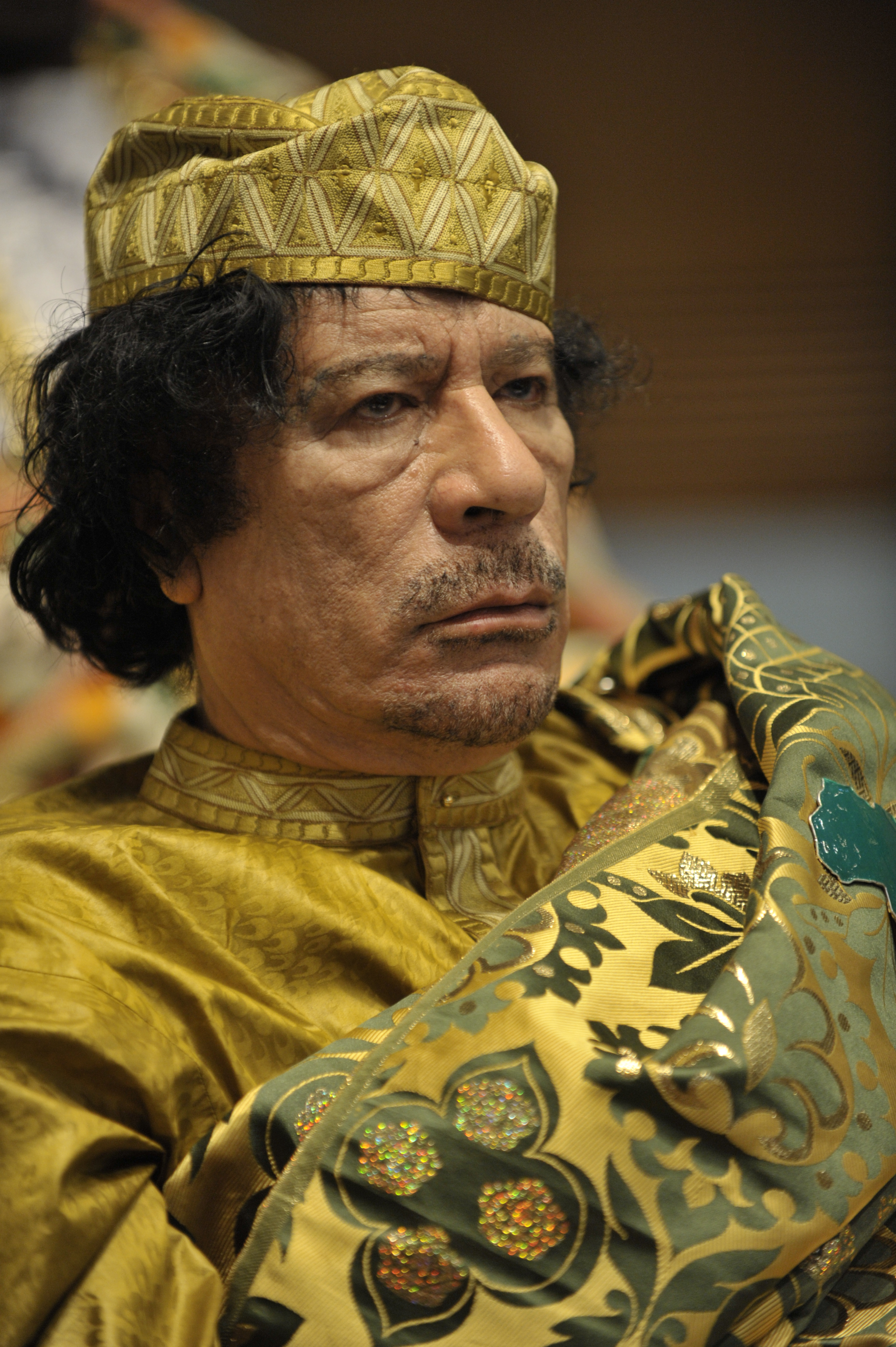
Муаммар Каддафі

  - Мешканці столиці Таїланду, Бангкока, почали масово виїздити з міста після попередження влади, що захисні дамби не витримують напору води і їх може ось-ось прорвати.[61]
  - Екс-прем'єр Хорватії, Іво Санадер, на лаві підсудних за звинуваченнями у корупції на найвищому державному рівні та самозбагачення під час громадянської війни 1994-95 рр.[62]
  - Соціальна мережа Facebook переселяється до Лапландії через кліматичні умови.[63]
- 29 жовтня
  - У Львові відбулося урочисте відкриття нового стадіону.[64]
- 31 жовтня
  - На східному узбережжі США незвично ранні й інтенсивні снігопади. Загиблими вважаються 9 людей.[65]
  - Вулкан Гудзон вивергає клуби пари та диму на 5 км у повітря. Чилійський уряд наказав евакуювати сільських мешканців у радіусі 45 кілометрів.[66]
  - НАТО згортає збройні операції в Лівії.[67]
  - Відбувся 41-й український кінофестиваль «Молодість».[68]
  - ЮНЕСКО надала Палестині повноправне членство.[69]